# Vienne (miasto)
Vienne – miejscowość i gmina we Francji, w regionie Owernia-Rodan-Alpy, w departamencie Isère.
Według danych na rok 1990 gminę zamieszkiwało 29 449 osób, a gęstość zaludnienia wynosiła 1300 osób/km² (wśród 2880 gmin regionu Rodan-Alpy Vienne plasuje się na 23. miejscu pod względem liczby ludności, natomiast pod względem powierzchni na miejscu 402.).
W katedrze św. Maurycego spoczął zmarły w 887 Boson, król Prowansji.
W 1311 odbył się tutaj sobór powszechny. W Vienne urodził się św. Mamert, biskup.
W miejscowości znajduje się stacja kolejowa Gare de Vienne.

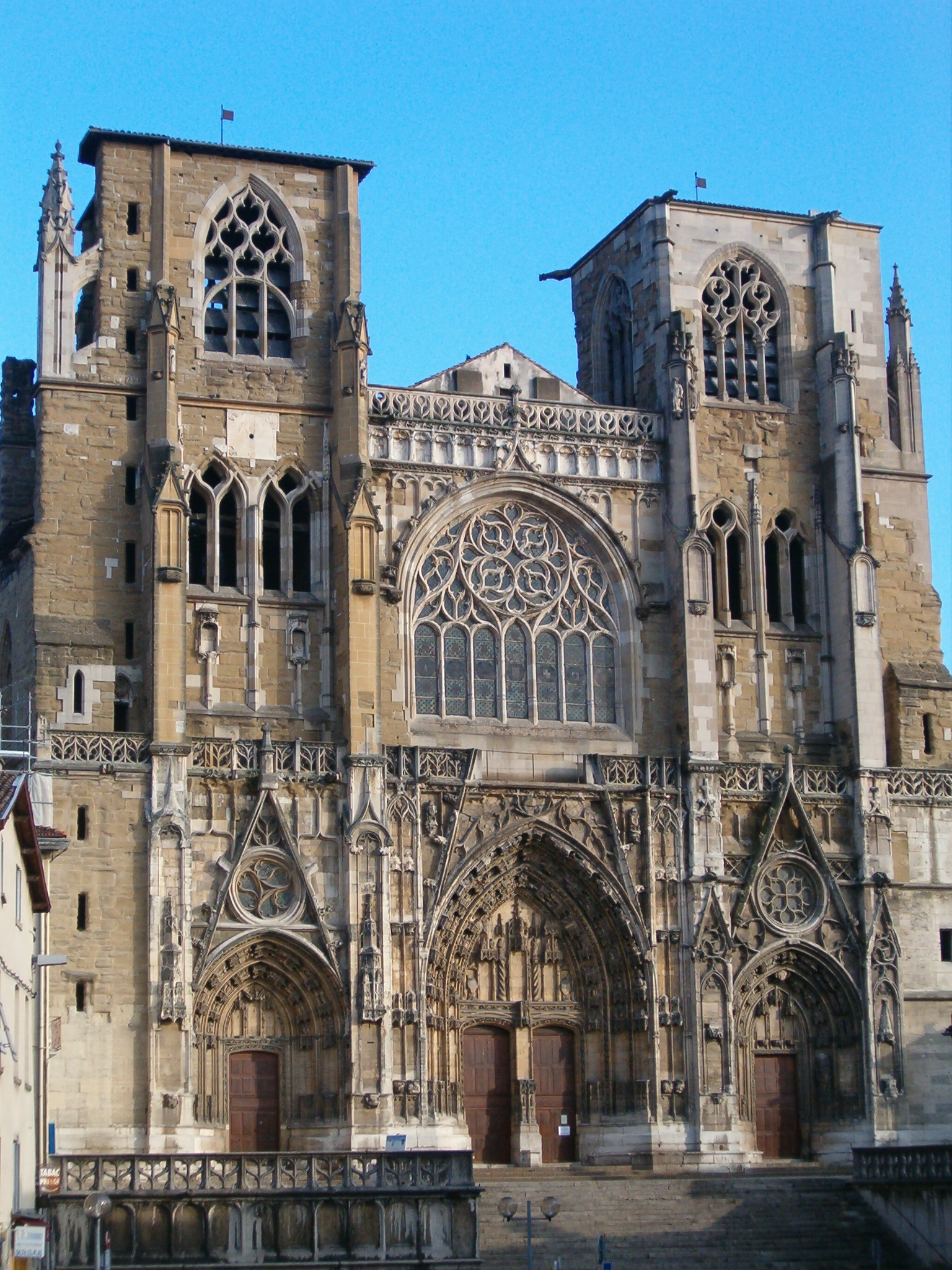
Katedra w Vienne, 2007

## Miasta partnerskie
- Albacete, Hiszpania
- Esslingen am Neckar, Niemcy
- Goris, Armenia
- Neath Port Talbot, Wielka Brytania
- Piotrków Trybunalski
- Schiedam, Holandia
- Udine, Włochy
- Velenje, Słowenia
- Greenwich, Stany Zjednoczone